# دنی کامرانزی
دنی کامرانزی (انگلیسی: Dani Cameranesi؛ زادهٔ ۳ ژوئن ۱۹۹۵) بازیکن هاکی روی یخ اهل ایالات متحده آمریکا است.